# Pittasoma
Genre
Pittasoma est un genre de passereaux de la famille des Conopophagidés. Il se trouve à l'état naturel en Amérique centrale et du Sud.

## Liste des espèces
Selon la classification de référence du Congrès ornithologique international (version 6.4, 2016) :
- Pittasoma michleri — Grallaire à tête noire, Pittasoma superbe, Pittasome à tête noire (Cassin, 1860)
  - Pittasoma michleri zeledoni (Ridgway, 1884)
  - Pittasoma michleri michleri (Cassin, 1860)
- Pittasoma rufopileatum — Grallaire à sourcils noirs, Grallaire à tête rousse, Pittasoma à couronne rouge, Pittasome à sourcils noirs (Hartert, 1901)
  - Pittasoma rufopileatum rosenbergi (Hellmayr, 1911)
  - Pittasoma rufopileatum harterti (Chapman, 1917)
  - Pittasoma rufopileatum rufopileatum (Hartert, 1901)